# سوني كولبريلي
سوني كولبريلي (بالإيطالية: Sonny Colbrelli)‏ (و. 1990  م) هو راكب دراجة هوائية، من إيطاليا، ولد في ديسينزانو دل غاردا، شارك في طواف إيطاليا 2014، وسباق طواف فرنسا 2017.

## سباقات أو مراحل فاز بها
| التاريخ        | السباق                                          | المركز                                          |
| -------------- | ----------------------------------------------- | ----------------------------------------------- |
| 16 أغسطس 2012  | كوبا بيرنوشي 2012                               |                                                 |
| 09 مارس 2013   | روند فان درينثي 2013                            | السابع في التصنيف العام                         |
| 17 مارس 2013   | ميلان-سان ريمو 2013                             | المرتبة 12 في التصنيف العام                     |
| 30 مارس 2013   | فولتا ليمبورغ الكلاسيكي 2013                    | الثاني في التصنيف العام                         |
| 06 أكتوبر 2013 | طواف ألماتي 2013                                | الثاني في التصنيف العام                         |
| 01 يناير 2014  | 2014 Gran Premio Industria e Commercio di Prato |                                                 |
| 01 يناير 2014  | طواف أوروبا للدراجات 2014                       |                                                 |
| 02 مارس 2014   | غران بريمو دي لوغانو 2014                       |                                                 |
| 09 مارس 2014   | 2014 Roma Maxima                                |                                                 |
| 23 مارس 2014   | ميلان-سان ريمو 2014                             | السادس في التصنيف العام                         |
| 04 أبريل 2014  | فولتا ليمبورغ الكلاسيكي 2014                    | الثاني في التصنيف العام                         |
| 24 يونيو 2014  | جيرو أبنينس 2014                                |                                                 |
| 18 سبتمبر 2014 | طواف فيرزين 2014                                |                                                 |
| 20 سبتمبر 2014 | ميموريال ماركو بانتاني 2014                     |                                                 |
| 09 أكتوبر 2014 | كوبا ساباتيني 2014                              | الأول في التصنيف العام                          |
| 01 يناير 2015  | 2015 Gran Premio Bruno Beghelli                 |                                                 |
| 22 مارس 2015   | ميلان-سان ريمو 2015                             | المرتبة 18 في التصنيف العام                     |
| 09 أغسطس 2015  | طواف يوتا 2015                                  | الرابع في تصنيف النقاط                          |
| 21 أغسطس 2015  | طواف ليموزين 2015                               |                                                 |
| 17 سبتمبر 2015 | كوبا بيرنوشي 2015                               | العاشر في التصنيف العام                         |
| 02 أكتوبر 2015 | غران بيمونتي 2015                               | الثالث في التصنيف العام                         |
| 08 أكتوبر 2015 | كوبا ساباتيني 2015                              | السادس في التصنيف العام                         |
| 01 يناير 2016  | طواف أوروبا للدراجات 2016                       |                                                 |
| 14 فبراير 2016 | تروفيو لايقويليا 2016                           | الثاني في التصنيف العام                         |
| 28 فبراير 2016 | غران بريمو دي لوغانو 2016                       | الأول في التصنيف العام                          |
| 19 مارس 2016   | ميلان-سان ريمو 2016                             | التاسع في التصنيف العام                         |
| 02 أبريل 2016  | فولتا ليمبورغ الكلاسيكي 2016                    | الثاني في التصنيف العام                         |
| 13 أبريل 2016  | برابانتس بييل 2016                              | السادس في التصنيف العام                         |
| 17 أبريل 2016  | سباق أمستل الذهبي 2016                          | الثالث في التصنيف العام                         |
| 19 أغسطس 2016  | طواف ليموزين 2016                               |                                                 |
| 15 سبتمبر 2016 | كأس أوغو أغوستيني 2016                          | الأول في التصنيف العام                          |
| 21 سبتمبر 2016 | جيرو دي توسكانا 2016                            | الثاني في التصنيف العام                         |
| 22 سبتمبر 2016 | كوبا ساباتيني 2016                              | الأول في التصنيف العام                          |
| 25 سبتمبر 2016 | 2016 Gran Premio Bruno Beghelli                 | الرابع في التصنيف العام                         |
| 27 سبتمبر 2016 | طواف فيرزين 2016                                | الأول في التصنيف العام                          |
| 29 سبتمبر 2016 | غران بيمونتي 2016                               | الخامس في التصنيف العام                         |
| 19 فبراير 2017 | طواف عمان 2017                                  | الرابع في تصنيف النقاط                          |
| 12 مارس 2017   | باريس-نيس 2017                                  | السابع في تصنيف النقاط                          |
| 18 مارس 2017   | ميلان-سان ريمو 2017                             | المرتبة 13 في التصنيف العام                     |
| 24 مارس 2017   | إي ثري هاريل بيك 2017                           | السابع في التصنيف العام                         |
| 02 أبريل 2017  | طواف فلاندرز 2017                               | العاشر في التصنيف العام                         |
| 12 أبريل 2017  | برابانتس بييل 2017                              | الأول في التصنيف العام                          |
| 16 أبريل 2017  | سباق أمستل الذهبي 2017                          | التاسع في التصنيف العام                         |
| 30 أبريل 2017  | طواف روماندي 2017                               | السادس في تصنيف النقاط                          |
| 23 يوليو 2017  | سباق طواف فرنسا 2017                            | الخامس في تصنيف النقاط                          |
| 27 أغسطس 2017  | جي بي واست-فرنسا 2017                           | الثالث في التصنيف العام                         |
| 08 سبتمبر 2017 | جائزة كيبيك الكبرى للدراجات 2017                | العاشر في التصنيف العام                         |
| 14 سبتمبر 2017 | كوبا بيرنوشي 2017                               |                                                 |
| 28 سبتمبر 2017 | كوبا ساباتيني 2017                              | الثاني في التصنيف العام                         |
| 01 أكتوبر 2017 | 2017 Gran Premio Bruno Beghelli                 | الثاني في التصنيف العام                         |
| 10 فبراير 2018 | طواف دبي 2018                                   | الثالث في التصنيف العام، الرابع في تصنيف النقاط |
| 24 فبراير 2018 | طواف نيوشبلاد 2018                              | الثامن في التصنيف العام                         |
| 25 فبراير 2018 | كرونا بروكسل 2018                               | الثالث في التصنيف العام                         |
| 17 مارس 2018   | ميلان-سان ريمو 2018                             | التاسع في التصنيف العام                         |
| 11 أبريل 2018  | برابانتس بييل 2018                              | الثاني في التصنيف العام                         |
| 29 أبريل 2018  | طواف روماندي 2018                               | الرابع في تصنيف النقاط                          |
| 17 يونيو 2018  | طواف سويسرا 2018                                | التاسع في تصنيف النقاط                          |
| 29 يوليو 2018  | سباق طواف فرنسا 2018                            | التاسع في تصنيف النقاط                          |
| 09 سبتمبر 2018 | جائزة مونتريال الكبرى للدراجات 2018             | الثاني في التصنيف العام                         |
| 16 سبتمبر 2018 | كوبا بيرنوشي 2018                               | الأول في التصنيف العام                          |
| 20 سبتمبر 2018 | كوبا ساباتيني 2018                              | الثاني في التصنيف العام                         |
| 11 أكتوبر 2018 | غران بيمونتي 2018                               | الأول في التصنيف العام                          |
| 21 فبراير 2019 | طواف عمان 2019                                  | الثاني في تصنيف النقاط                          |
| 28 يوليو 2019  | سباق طواف فرنسا 2019                            | الرابع في تصنيف النقاط                          |
| 25 أغسطس 2019  | أوروآيز الكلاسيكي 2019                          | التاسع في التصنيف العام                         |
| 01 سبتمبر 2019 | دويتشلاند تور 2019                              | الأول في تصنيف النقاط، الثاني في التصنيف العام  |
| 19 سبتمبر 2019 | كوبا ساباتيني 2019                              | الثاني في التصنيف العام                         |
| 06 أكتوبر 2019 | 2019 Gran Premio Bruno Beghelli                 | الأول في التصنيف العام                          |
| 10 أكتوبر 2019 | كأس إيطاليا لركوب الدراجات على الطريق 2019      |                                                 |
| 01 مارس 2020   | كرونا بروكسل 2020                               | السابع في التصنيف العام                         |
| 04 أغسطس 2020  | روت دو دوكسيتاني 2020                           | الثالث في تصنيف النقاط                          |
| 03 أكتوبر 2020 | بينك باك تور 2020                               | السادس في التصنيف العام، الثامن في تصنيف النقاط |
| 07 أكتوبر 2020 | برابانتس بييل 2020                              | الرابع في التصنيف العام                         |
| 28 فبراير 2021 | كرونا بروكسل 2021                               | السادس في التصنيف العام                         |
| 20 مارس 2021   | ميلان-سان ريمو 2021                             | الثامن في التصنيف العام                         |
| 28 مارس 2021   | غنت-وفلجم 2021                                  | الرابع في التصنيف العام                         |
| 02 مايو 2021   | طواف روماندي 2021                               | الأول في تصنيف النقاط                           |
| 06 يونيو 2021  | سباق دوفين للدراجات 2021                        | الأول في تصنيف النقاط                           |
| 20 يونيو 2021  | سباق الطريق للرجال في بطولة إيطاليا 2021        |                                                 |
| 18 يوليو 2021  | طواف فرنسا 2021                                 | الثالث في تصنيف النقاط                          |
| 05 سبتمبر 2021 | طواف إينكو 2021                                 | الأول في التصنيف العام، الثاني في تصنيف النقاط  |
| 12 سبتمبر 2021 | سباق الطريق لنخبة الرجال في بطولة أوروبا 2021   | الأول في التصنيف العام                          |
| 16 سبتمبر 2021 | كوبا ساباتيني 2021                              | الثاني في التصنيف العام                         |
| 18 سبتمبر 2021 | ميموريال ماركو بانتاني 2021                     |                                                 |
| 26 سبتمبر 2021 | سباق الطريق في بطولة العالم 2021                | العاشر في التصنيف العام                         |
| 03 أكتوبر 2021 | سباق باريس روبيه 2021                           | الأول في التصنيف العام                          |
| 26 فبراير 2022 | طواف نيوشبلاد 2022                              | الثاني في التصنيف العام                         |

## روابط خارجية
- سوني كولبريلي على موقع الاتحاد الدولي للدراجات (الإنجليزية)
- سوني كولبريلي على موقع أرشيف الدراجات (الإنجليزية)
- سوني كولبريلي على موقع إحصائيات الدراجات الإحترافية (الإنجليزية)
- سوني كولبريلي على موقع نسبة الدراجات (الإنجليزية)
- سوني كولبريلي على موقع CycleBase (الإنجليزية)